# 李登 (萬曆進士)
李登（1540—1582年），字伯庸，號華臺，湖廣承天府沔陽州景陵縣人，官籍，明朝政治人物，萬曆初年解元，同進士出身。

## 生平
萬曆元年（1573年）癸酉科湖廣鄉試第一名。萬曆八年（1580年）庚辰科會試第十六名，登進士第三甲第二百零五名。户部觀政，九年授官大理寺評事，十年卒。

## 家族
曾祖父李通；祖父李新；父親李珂。嫡母胡氏；繼母曾氏；生母姚氏。有子李純元，萬曆進士，官陝西參議。